# Mastanahua
El nombre del pueblo indígena mastanahua ha sido traducido como ‘gente escalera’. Nahua es, principalmente, un gentilicio empleado para denominar al ‘otro’, al ‘foráneo’ y al ‘no-pariente’. Este término contrasta con la palabra yora que significa ‘gente verdadera’, con el que varios pueblos se han autodenominado.
El pueblo mastanahua es parte de un amplio complejo sociocultural formado por diversos subgrupos que vivían en zonas remotas alrededor de las cabeceras de los ríos Purús y Yurúa, y que hoy conocemos como pueblos indígenas cuyos nombres llevan como sufijo común el término nahua. Todos ellos habrían sido “mitades” de los linajes de un gran grupo cuyas lenguas pertenecen a la familia lingüística Pano. A lo largo de su historia, estos subgrupos estuvieron expuestos a sucesivas divisiones y cambios, que tuvieron como resultado la consolidación de diferentes identidades.
Los mastanahua viven principalmente en el departamento de Ucayali. Según datos obtenidos por el Ministerio de Cultura, la población de las comunidades del pueblo mastanahua se estima en 79 personas.

## Historia
Es poco lo que se conoce sobre los mastanahua, pueblo que por su tradición histórica y cultural ha sido estrechamente vinculado con los pueblos sharanahua, marinahua y yaminahua. Como en el caso de los sharanahua, el INEI (2007) menciona que, hasta inicios del siglo XX, los mastanahua se encontraban asentados en las zonas interfluviales cercanas a las cabeceras del río Tarauacá en el extremo suroeste del Brasil. Empujados por las incursiones de caucheros y otros foráneos, este pueblo llegó al Perú en busca de nuevos territorios, estableciéndose cerca del alto Curanja, el alto Embira y sus afluentes (INEI 2007, ILV 2006).
Es posible encontrar referencias al pueblo mastanahua en la historia de la constitución de la provincia de Purús en Ucayali, cuando en el año 1930 el Comisionado del Alto Purús detalla los nombres de las “tribus” que se hallan en la jurisdicción, entre ellos los mastanahua. Para esta década se dice que los mastanahua se encontraban habitando junto a otros pueblos en la cuenca del río Curanja. Posteriormente en la década de 1940, cuando Monseñor Uriarte visitó la región, se dice que los mastanahua se encontraban insertos en el sistema de enganche y habilitación para la extracción del caucho (Rummenhoeller s/f).
Los caucheros incursionaron en territorio de los mastanahua con el propósito de capturarlos como mano de obra, pero este pueblo se resistió a su presencia, enfrentándolos para obtener herramientas como cuchillos, machetes, armas de fuego y hachas (ILV 2006).
Por su parte, Alberto Chirif y Carlos Mora (1976) hacen mención a una serie de epidemias que ocasionaron la merma de la población sharanahua en la década de 1930, mientras que el Instituto Lingüístico de Verano (ILV 2006) calcula que durante la primera mitad del siglo XX, más del 50% de este pueblo murió por enfermedades como sarampión, gripe, viruela, fiebre amarilla, tos ferina y tuberculosis.
Alrededor del año 1945, el pueblo mastanahua se trasladó a la zona del alto Purús en Ucayali, en donde se encuentra actualmente, junto con otros pueblos como los yaminahua, los marinahua y los sharanahua (INEI 2007). Si bien el INEI identificó una comunidad mastanahua en el censo del año 2007, se sabe que parte de la población mastanahua vive también en otras comunidades de pueblos vecinos.

## Instituciones sociales, económicas y políticas
Graham Townsley (1994) sostiene que el subgrupo Pano del Purús, del que forman parte los mastanahua, son un solo grupo separado por hechos históricos, como el periodo de auge del caucho, que dispersó a la población indígena. Una característica importante de este subgrupo es la formación de nuevos grupos locales a partir de los fragmentos de otros (INRENA y GTZ 2001).
Por su origen común, los pueblos que forman parte de los Pano del Purús compartirían la misma estructura de parentesco y terminología, así como también un mismo patrón económico y de residencia basado en la familia extensa (Townsley 1994).